# Sándor Weöres
Sándor Weöres (Szombathely, 22 giugno 1913 – Budapest, 22 gennaio 1989) è stato un traduttore e scrittore ungherese.

## Biografia
Sua madre aveva un'origine serba e suo padre era un ussaro.
Studiò giurisprudenza all'Università di Pécs.